# Debar

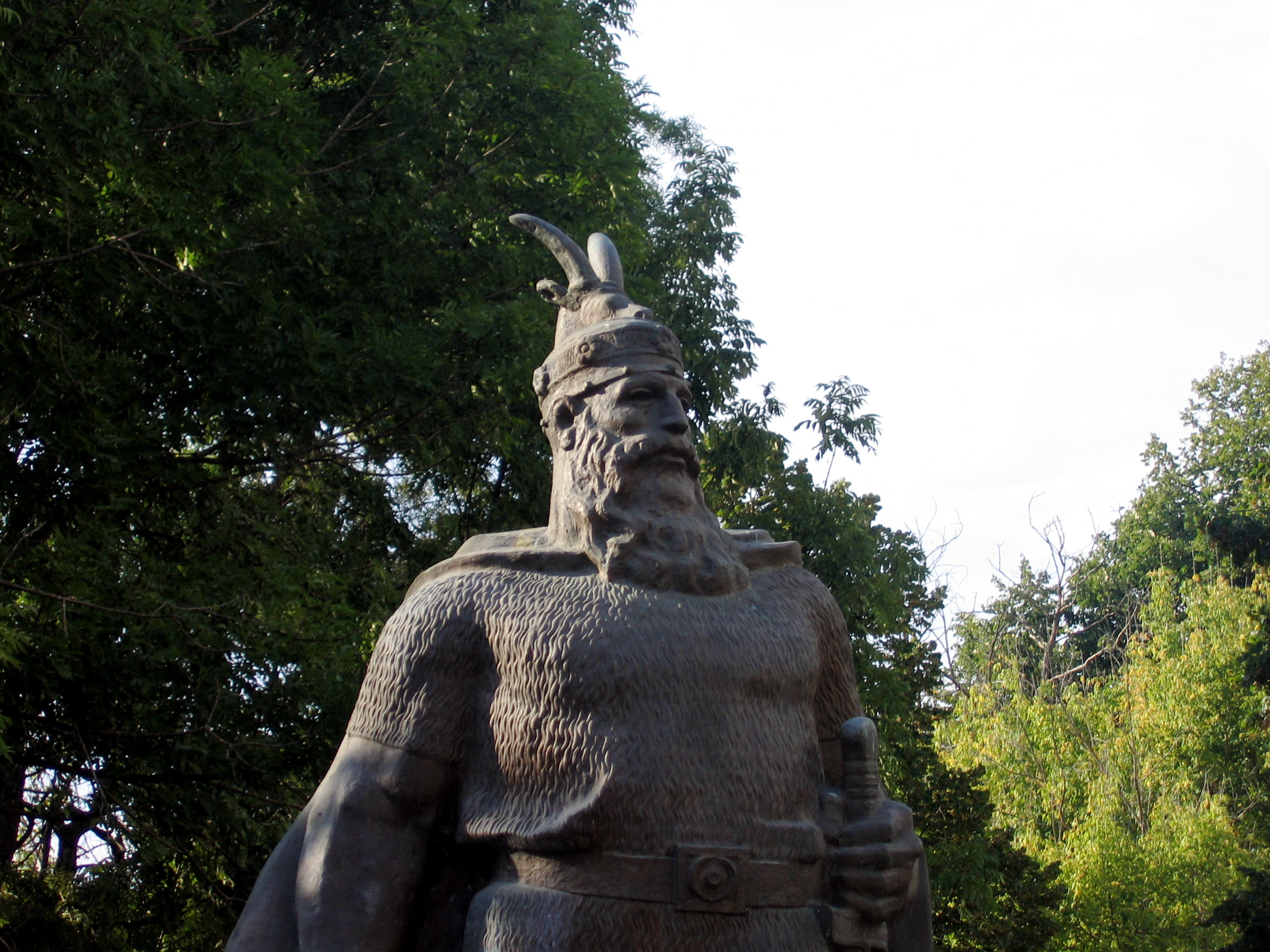
Staty över Skanderbeg i Debar.

Debar (makedonska: Дебaр [ˈdɛbar] lyssna (fil), albanska: Dibra eller Dibër) är en stad i västra Nordmakedonien, nära gränsen till Albanien. Staden hade 11 735 invånare vid folkräkningen år 2021.
Av invånarna i Debar är 75,78 % albaner, 10,54 % romer, 8,43 % turkar och 3,87 % makedonier (2021).